# Kirov Academy of Ballet
Kirov Academy of Ballet (eg. The Kirov Academy of Ballet of Washington, D.C., tidigare Universal Ballet Academy) är en balettskola för barn och ungdomar i Washington, USA.
Skolan arbetar efter en rysk balettpedagogik, Vaganovametoden, och de flesta lärare är från forna Sovjetunionen.